# Матросово (Костанайская область)
Матросово (каз. Матросов) — село в Костанайской области Казахстана. Находится в подчинении городской администрации Аркалыка. Административный центр и единственный населённый пункт Матросовского сельского округа. Код КАТО — 391657100.

## Население
В 1999 году население села составляло 425 человек (214 мужчин и 211 женщин). По данным переписи 2009 года, в селе проживало 245 человек (121 мужчина и 124 женщины).